# Yann Goudy

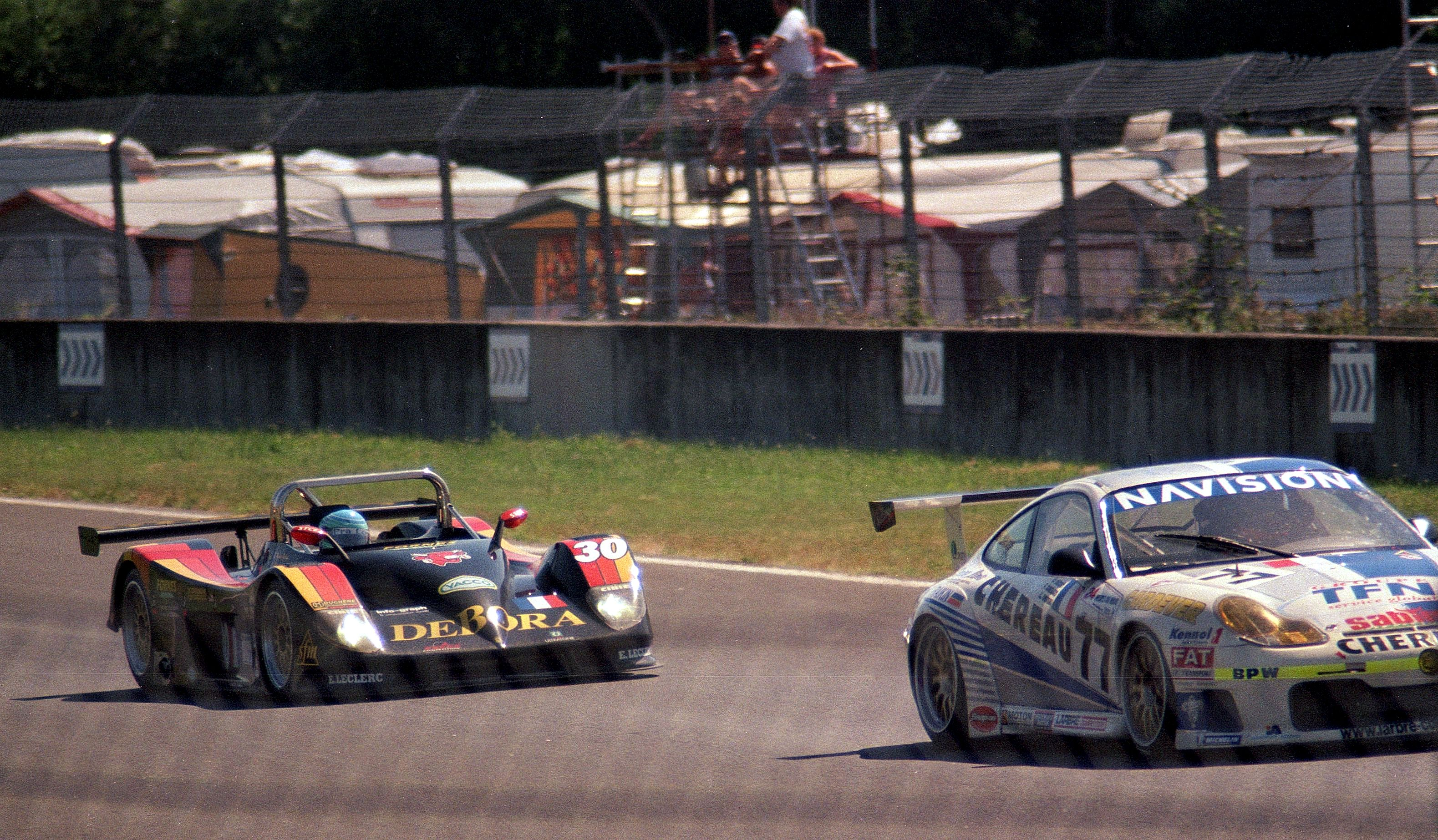
Yann Goudy am Steuer eines Debora LMP2000 (links) beim 24-Stunden-Rennen von Le Mans 2000

Yann Goudy (* 7. November 1975 in Nantes) ist ein ehemaliger französischer Autorennfahrer.

## Karriere als Rennfahrer
Yann Goudy war zu Beginn seiner Karriere einige Jahre in der Rennformel 3 aktiv. Nach einem dritten Endrang 1997 gewann er 1998 die B-Klasse der französischen Formel-3-Meisterschaft. Im Jahr 2000 hatte er seinen einzigen Einsatz beim 24-Stunden-Rennen von Le Mans. Gemeinsam mit Jean-François Yvon und Patrick Lemarié fuhr er einen Debora LMP2000, der nach einem irreparablen Leck an der Ölwanne abgestellt werden musste. 
Nach einigen Rennen in der Formel 3000 beendete Goudy mit dem Ablauf der Saison 2003 seine Karriere. 2013 kehrte er für zwei Jahre zum Rennsport zurück. Nach dem fünften Rang in der GTC-Klasse der European Le Mans Series 2014 endete sein Engagement endgültig.

## Statistik

### Le-Mans-Ergebnisse
| Jahr | Team          | Fahrzeug       | Teamkollege        | Teamkollege     | Platzierung | Ausfallgrund |
| ---- | ------------- | -------------- | ------------------ | --------------- | ----------- | ------------ |
| 2000 | Didier Bonnet | Debora LMP2000 | Jean-François Yvon | Patrick Lemarié | Ausfall     | Ölleck       |